# Ilmala (Rosja)
Ilmala (ros. Ильмаля) – wieś (dieriewnia) w Rosji, w Baszkortostanie, w rejonie zianczurińskim. W 2021 liczyła 151 mieszkańców.